# لولا لین
لولا لین (انگلیسی: Lola Lane؛ ‏ ۲۱ مهٔ ۱۹۰۶ – ۲۲ ژوئن ۱۹۸۱) بازیگر اهل ایالات متحده آمریکا و یکی از خواهران لین بود. وی بین سال‌های ۱۹۲۹ تا ۱۹۴۶ میلادی فعالیت می‌کرد.
از فیلم‌هایی که وی در آن نقش داشته‌است، می‌توان به خبر خوب، هتل هالیوود، چهار دختر و زن بدنام اشاره کرد.